# Leucopternis princeps
o Gavião-barrado é uma espécie de ave de rapina da família Accipitridae.
Pode ser encontrada nos seguintes países: Colômbia, Costa Rica, Equador, Panamá e Peru.
Os seus habitats naturais são: florestas subtropicais ou tropicais húmidas de baixa altitude e regiões subtropicais ou tropicais húmidas de alta altitude.

Antigamente era classificado no genêro Leucopternis